# Maurice Deloraine
Edmond Maurice Deloraine (* 1898 in Franche-Comté; † 1991 in Paris) war ein französischer Ingenieur und bedeutender Pionier der Hochfrequenztechnik. Er entwickelte unter anderem den Radiokompass und gemeinsam mit Henri Busignies den Kurzwellen-Peiler HF/DF (Huff-Duff).
Deloraine studierte an der Pariser Hochschule für Physik und Chemie. Sein beruflicher Werdegang begann 1921 bei der Western Electric. 1925 wechselte er im Rahmen der Übernahme durch International Telephone and Telegraph Corporation (ITT) den Arbeitgeber. Von 1928 bis 1940 leitete er das Labor der ITT in Paris, das LMT. Hier erforschte man die Nutzung von Hochfrequenz zum Zwecke der Nachrichtenübertragung und Peilung. Nach dem deutschen Einmarsch in Frankreich 1940 im Zweiten Weltkrieg emigrierte Deloraine gemeinsam mit zweien seiner Ingenieure und deren Familien nach Amerika. Dort wurde er dann später technischer Generaldirektor der ITT und schließlich, bis zu seinem Ruhestand 1965, Präsident der LMT.
Deloraine wurde 1966 mit dem IEEE Award für International Communication geehrt.